# Максимовских, Александр Петрович
Александр Петрович Максимовских (род. 23 сентября 1939, Загайнова, Челябинская область) — российский, ранее советский, шахматный композитор; мастер спорта СССР по решению шахматных задач и композиций (1978) и международный арбитр (1987) по шахматной композиции. Мастер ФИДЕ (1990), международный мастер (1998). Двукратный чемпион России по составлению этюдов, трехкратный чемпион мира в составе сборной команды СССР. Внештатный заведующий шахматного отдела в областной газете «Советское Зауралье» (ныне «Новый Мир»).

## Биография
Александр Петрович Максимовских родился 23 сентября 1939 года в деревне Загайнова Зайгановского сельсовета Далматовского района Челябинской области, ныне деревня входит в Далматовский муниципальный округ Курганской области. Саша был младшим, третьим ребёнком.
В 1952 году окончил Загайновскую начальную школу. В 1955 году окончил Крутихинскую семилетнюю школу. В Крутихе проживал в школьном интернате, где его познакомил с шахматами старшеклассник Королев Иван Александрович. Дальнейшим обучением занимался воспитатель интерната Кочев Павел Еремеевич. Однако настоящие шахматы Александру Петровичу удалось увидеть не сразу, ведь на первых порах шахматную доску заменял кусок фанеры, раскрашенный самодельными красками, а фигурки были выточены из старых ниточных катушек. Через некоторое время Павел Еремеевич, видя успехи своего ученика, купил два набора шахмат.
Поступил в Шадринский автомеханический техникум, но заболел, пришлось оставить учёбу. Работал в колхозе «Пламя» в родной деревне сперва учетчиком на огородной бригаде, а через некоторое время стал работать и на лошадях. В августе 1958 года был направлен косить траву за рекой напротив Прокопьинского заулка. Александр переправил косилку по дну реки, привязав к ней один конец длинной веревки, которую с другой стороны тянул лошадями, и приступил к работе. Скосив за несколько дней отведенные покосы, Александр Петрович стал переправлять технику обратно, но веревка развязалась и косилка осталась на дне реки, в самом глубоком ее месте. Много раз мужчине пришлось нырнуть в холодную воду, пока, наконец, не удалось вновь привязать веревку к косилке. В результате, простыл и серьезно заболел.
С ноября 1958 по 1970 заведующий клубом и киномеханик в д. Загайнова Далматовского района. Одновременно он был оформителем и художественным руководителем, библиотекарем и организатором спортивных мероприятий, самостоятельно изучил кинопроекционную аппаратуру и стал киномехаником, а позднее увлекся фотографией. В 1960 году окончил курсы в Курганском культпросветучилище. С 1970 года на пенсии (инвалид II группы).
В 1962 году Михаил Семенович Дозморов, друг и постоянный партнер по шахматам, обратил внимание А. П. Максимовских на шахматную задачу в курганской областной комсомольской газете «Молодой ленинец» и предложил решить. Решение отправили в редакцию газеты, и вскоре стали победителями в конкурсе решателей и получили первые в своей жизни призы — шахматные часы. В 1963 году Александр Петрович и Михаил Семенович одержали победу уже во Всероссийской Олимпиаде решателей. Позднее Максимовских еще дважды выходил победителем подобных соревнований.
Кандидат в мастера, ведущий шахматного отдела курганской областной газеты «Советское Зауралье» Валерий Иванович Паниковский помогал начинающему автору, и 15 сентября 1962 года опубликован первый шахматный этюд в газете «Советское Зауралье». 25 ноября 1962 года первая шахматная задача опубликована в газете «Молодой ленинец». С 1962 года опубликовал 160 этюдов и около 300 задач в более чем в 150 изданиях 40 стран мира. На конкурсах удостоен свыше 100 отличий, в том числе 40 призов (15 — первых). В 12-м личном чемпионате СССР (1976) занял 5-е, в 13-м (1981) — 5—6-е и в 17-м (1987) — 6-е места по этюдам. Финалист всех личных первенств РСФСР по этюдам; чемпион 5-го первенства (1975) и первенства 1990 года.
В 1973 году включён в сосав сборной СССР. В 1975 году стал чемпионом России. В 1975—1985 годах трижды выступал в составе сборной СССР и трижды его команда становилась чемпионом мира.
В 1971 году присвоено звание судьи республиканской категории, в 1981 году — всесоюзной, а с 1987 года Александр Петрович носит высшее звание международного арбитра ФИДЕ по шахматной композиции.
Спортсмен-инструктор Далматовской детско-юношеской спортивной школы.
В конце 2018 года перенёс инфаркт и решил завершить шахматную карьеру.

## Награды и звания
- Международный арбитр по шахматной композиции, 1987 год
- Международный мастер по шахматной композиции, 1998 год
- Мастер ФИДЕ, 1990 год[7]
- Мастер спорта СССР по решению шахматных задач и композиций, 1978 год
- Почётный гражданин Далматовского района, 2004 год, решением Далматовской районной Думы[8].
- Трехкратный чемпион мира в составе сборной команды СССР
- Двукратный чемпион России по составлению этюдов

## Семья
- Отец — Пётр Иванович, бригадир тракторной бригады, погиб под Сталинградом.
- Мать — Надежда Антоновна
- Жена — Анна Павловна
  - Дочь — Александра
  - Дочь — Светлана

## Сочинения
- Балашов Ю.С., Максимовских А.П. Искатели истины. — Курган: Советское Зауралье, 1991. — 126 с.
- Максимовских А.П. 250 шахматных этюдов. — Шадринск: Исеть, 1995. — 112 с. — ISBN 5-7142-0090-X.
- Максимовских А.П. Шахматная муза Зауралья. — Шадринск: Исеть, 1999. — 527 с. — ISBN 5-7142-0267-8.